# محمد رعدواني
محمد رعدواني  (1981 المغرب) هو لاعب كرة قدم مغربي.